# 이석형 (핸드볼 선수)
이석형(李碩衡, 1971년 1월 13일 ~ )은 대한민국의 은퇴한 핸드볼 선수이며, 현역 시절 포지션은 골키퍼이다. 선수 시절 스위스의 바커 툰 소속으로 활동하였다.

## 경력
- 1990년 아시안 게임 남자 핸드볼 국가대표
- 1994년 아시안 게임 남자 핸드볼 국가대표
- 1998년 아시안 게임 남자 핸드볼 국가대표
- 2000년 하계 올림픽 남자 핸드볼 국가대표

## 수상
- 1990년 아시안 게임 남자 핸드볼 금메달
- 1994년 아시안 게임 남자 핸드볼 금메달
- 1998년 아시안 게임 남자 핸드볼 금메달